# イムノクロマトグラフィ
イムノクロマトグラフィは抗原抗体反応を利用して抗体の有無を判別する手法。

## 概要
アフィニティークロマトグラフィーの一種で抗原抗体反応を利用して抗体の有無を判別する。簡便な分析手法であるため、開発途上国での結核などの伝染病の罹患の判別にも適用可能で徐々に応用範囲が拡大しつつある。

## 利点
従来は病院の分析室に設置されていたような固定式の分析装置で行っていたような分析が、その場で判定できるようになる。そのため、迅速な治療、隔離などの対応が可能になる。

## 原理
血液や唾液、尿等の試料を垂らすと、滴下部に前もって用意された金属コロイド等で標識された抗体と免疫複合体を形成しながらセルロース膜上のキャプチャー抗体と結合して色素を放出することにより判別する。

## 用途
- ウイルスチェック
- 妊娠検査

他多数

## 関連資料
- 小松方, et al. "ラテックス凝集法およびイムノクロマトグラフィーを用いた糞便中 Escherichia coli O157: H7 の迅速検出法について." 感染症学雑誌 71.11 (1997): 1124-1130.
- 今井敏彦, et al. "イムノクロマトグラフィー法." 臨床と微生物= Clinical microbiology 25.6 (1998): 803-808.
- 小松方, et al. "ラテックス凝集法およびイムノクロマトグラフィーを用いた糞便中 Escherichia coli O157: H7 の迅速検出法について." 感染症学雑誌 71.11 (1997): 1124-1130.
- 西敏夫, et al. "イムノクロマトグラフィ法による乳頭分泌液中 CEA 測定." 日本乳癌検診学会誌 12.1 (2003): 114-118.
- 市川正孝. "イムノクロマトグラフィー法と酵素免疫法を組み合わせた原理による新しい迅速診断キット (エスプラインインフルエンザ A&B) の検討." 医学と薬学 49 (2003): 469-478.
- 三田村敬子, et al. "イムノクロマトグラフィー法と酵素免疫法を組み合わせた原理によるインフルエンザ迅速検査キットの検討." 感染症学雑誌 78.7 (2004): 597-603.
- 佐々木和裕, et al. "イムノクロマトグラフィーによる玄米中のカドミウムのスクリーニング." 分析化学 57.2 (2008): 105-112.